# فيكتور ماكنتاير
فيكتور ماكنتاير (بالإنجليزية: Victor McIntyre)‏ هو فلاح نيوزيلندي، ولد في 24 مايو 1887، وتوفي في 11 مارس 1964.